# Gabriel Wallin
Thorsten Olof Gabriel Wallin, född den 14 oktober 1981 i Enhörna, svensk friidrottare (spjutkastare). 
Wallin är uppvuxen i Enhörna men tävlar för Södertälje IF. Han har studerat i USA (Boise State University) där han lyckades med bedriften att bli dubbel NCAA-mästare i sin gren 2004 samt 2005. Förutom detta kan nämnas att han kom tvåa i Europacupen (first league) 2005 på 80,31m. 

## Karriär
Vid U23-EM i Bydgoszcz, Polen år 2003 deltog Wallin men slogs ut i kvalet med 68,30.
Wallin representerade Sverige i VM i Helsingfors 2005 men en ryggskada stoppade honom redan i kvalet den gången. VM i Osaka 2007 och VM i Daegu 2011 blev hans andra och tredje VM, även dessa gånger slogs han ut i kvalet. Vid EM i Barcelona 2010 slogs han ut i kvalet. 2011 var han Sveriges spjutdeltagare på Europacupen för lag (Super League) på Stockholms stadion där han slutade tvåa på det då nya personliga rekordet 80,88. Vid Folksam GP i Göteborg 2012 ökade Gabriel sitt personliga rekord ytterligare då han kastade 81,45. Ett rekord som han 2013, vid Hässelbys Jubileumsspel, för tredje året i rad förbättrade då han kastade 83,23. Det gör att han för närvarande (september 2016) är den 6:e bästa svensken genom tiderna med de nya spjuten efter 1985.
Vid EM i Helsingfors 2012 kom han till sin första mästerskapsfinal. Där slutade han åtta. Wallin deltog även i VM i Moskva 2013, men blev utslagen i försöken med 74,66. Vid EM i Zürich 2014 slogs han ut i kvalet efter att ha kastat 73,16. 2016 deltog han vid EM i Amsterdam men slogs ut i kvalet med ett längsta kast på 76,00.

## Utmärkelser
Gabriel Wallin belönades 2012 med Stora grabbars och tjejers märke nr 519.
Gabriel Wallin valdes in i Boise State University - Athletics Hall of Fame

## Resultat 1995-2017
- 1995	44,10 (600g)[källa behövs]
- 1996	54,24 (600g)[källa behövs]
- 1997	48,04 (800g) / 56,44 (600g)[källa behövs]
- 1998	58,15[källa behövs]
- 1999	67,10[källa behövs]
- 2000	64,52[källa behövs]
- 2001	69,88[27]
- 2002	73,98[27]
- 2003	72,33[27]
- 2004	80,71[27]
- 2005	80,31[27]
- 2006	 Skadad
- 2007	78,97[27]
- 2008	74,62[27]
- 2009	79,69[27]
- 2010	78,31[27]
- 2011	80,88[27]
- 2012	81,45[27]
- 2013	83,23[27]
- 2014	77,88[27]
- 2015	79,16[27]
- 2016	82,81[27]
- 2017	82,01[27]

## Personliga rekord
- Spjut – 83,23 (Hässelby 25 juni 2013)[27][1]